# Качаки

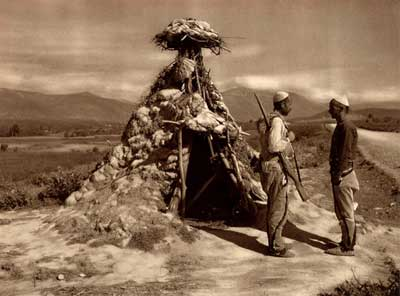
Косовско-албанские повстанцы, контролирующие дорогу в Косово, 1920-е годы

Качаки (алб. kaçak, серб. kačaci/качаци) — термин, используемый для албанских бандитов, действующих в XIX и в начале XX века в Северной Албании, Черногории, Косово и Македонии, а позже в качестве термина для албанских повстанцев, которые воевали против Королевства Сербии (1910—1918) и Королевства Югославии (1918—1924).

## Этимология
Слово происходит от турецкого kaçak («бандит, преступник, дезертир»), оригинал с kaç-ak («тот, кто убегает, дезертир»). Слово относится к албанским преступникам, которые группами нападали и грабили частных лиц, караваны или деревни.

## История
Комитет по вопросам национальной обороны Косово (Komiteti për Mbrojten Kombëtare së Kosovës) был создан в Шкодере под лидерством Хасана Приштины. Комитет спонсировал повстанцев и организовал активное сопротивление в Северной Албании и районах Югославии, где проживало албанское население.
В 1918 году албанские качаки были активны вокруг Охрида и Битолы.
Качаки были популярны среди албанцев, их локальная поддержка увеличилась в 1920 году, когда Хасан Приштина стал членом парламента Албании, Ходже Кадриу стал министром юстиции, а Байрам Цурри стал военным министром. Все трое были косовскими албанцами. В течение этого времени, косовские албанцы под предводительством Азема Галицы начали вооруженную борьбу, также известную как Качакское движение.
Они широко изображены в албанском фольклоре.

## Персоналии

### Османский период
- Михал Грамено
- Сали Бутка
- Иса Болетини
- Чело Мезани
- Бахо Топулли
- Черчиз Топулли

### Югославский период
- Байрам Цурри, организатор и бывший боец
- Азем Галица, лидер повстанцев